# Dårarnas dal
Dårarnas dal, fransk originaltitel: La Vallée des bannis, är det fyrtioförsta seriealbumet i den tecknade serien Spirou. Albumet, som först gavs ut i albumform 1989, är skrivet av Tome och tecknat av Janry. Det var de belgiska serieskaparnas nionde album i Spirouserien sedan de tog över arbetet efter Nic & Cauvin. 
Äventyret publicerades först i tidningen Le Journal de Spirou 1989, varefter det gavs ut i albumform. På svenska gavs albumet först ut 1990 i översättning av Stellan Nehlmark.
Dårarnas dal är den andra delen av två i ett äventyr som inleddes i albumet Expeditionen som försvann.

## Handling
I slutet av albumet Expeditionen som försvann befann sig Spirou och Nicke i ett avlägset bergsområde i Touboutt-Chan, liknande Nepal, under en expedition. Under dåliga väderförhållanden föll de sedan ner i en vattenvirvel och försvann i avgrunden sedan de räddat en sherpa från att gå samma öde till mötes. Äventyret fortsätter i Dårarnas dal med att de båda vännerna befinner sig i mörkret inne i en djup grotta. Med hjälp av tändstickor och varandras röster lokaliserar Spirou och Nicke varandra, men halkar därefter ner för en hal sluttning och faller ner i vattnet ur en bergsstaty formad som ett ansikte.

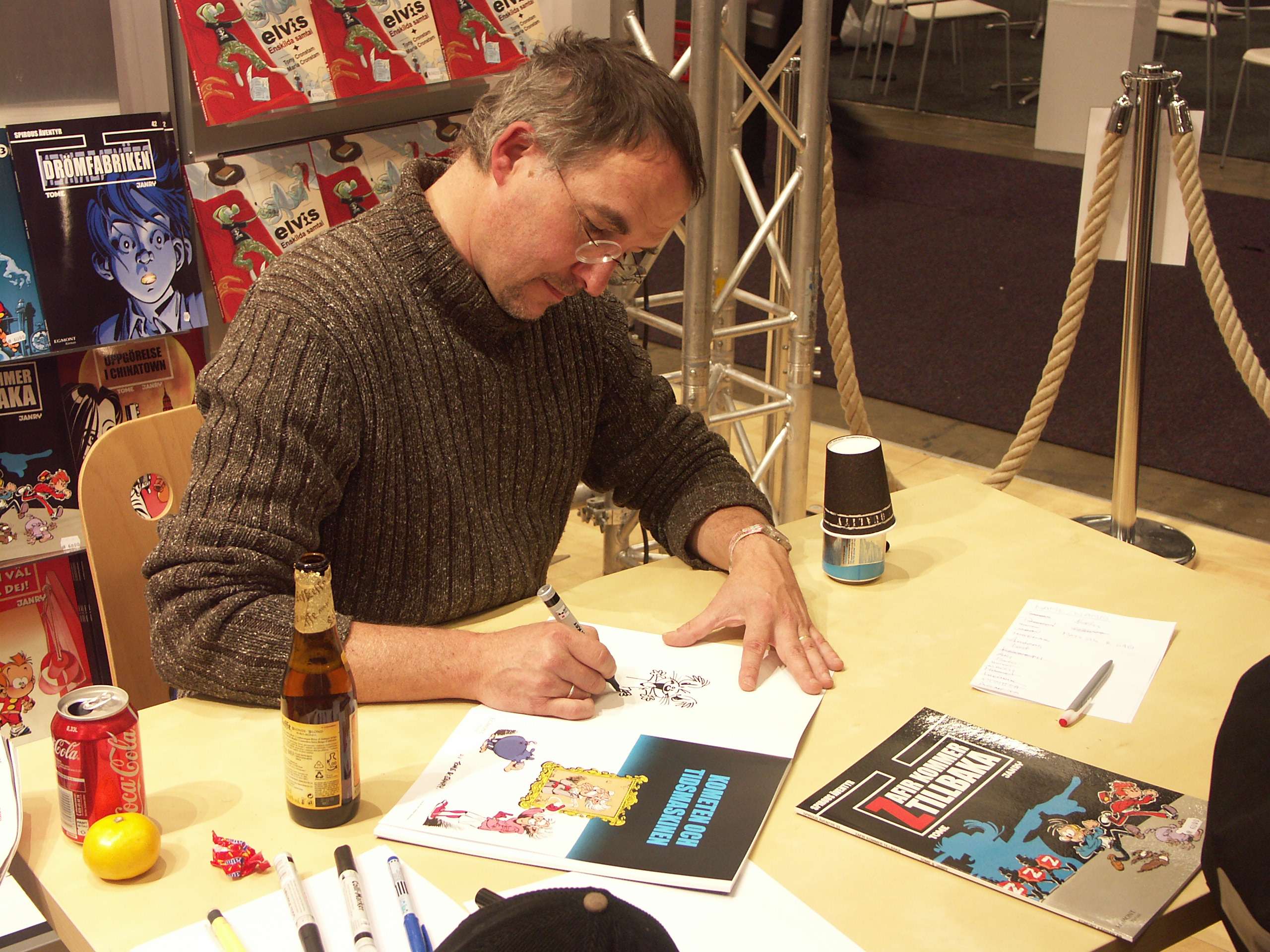
Dårarnas dal tecknades av Janry, pseudonym för Jean-Richard Guerts.

Väl uppe ur vattnet märker Spirou och Nicke att de har nått resans mål: de har hittat den svåråtkomliga dal de letat efter i det område där forskarna Adrien Maginot och Günter Siegfried försvann på 1930-talet då de letade efter en mytisk dal som ett fredlöst folk förvisats till.
Vännerna planerar efter upptäckten att göra efterforskningar i dalen men Nicke blir snart biten av en mygga och blir galen. Efter det att Nicke attackerat Spirou skiljs vännerna åt och Spirou får utforska dalen på egen hand, alltmedan Nicke stryker omkring i samma område. Spirou blir sedan nerknuffad i en gravkammare av Nicke där han hittar nya ledtrådar till dalens hemligheter, bland annat inristningar på väggarna och en tom sarkofag.
Spirou inser till slut att han och Nicke måste ta sig ut ur dalen och försöker även få sin vän att förstå detta. Vännerna tar sig till sist upp och ut ur dalen genom en halvt vattenfylld grotta. Väl uppe håller sig en trött Spirou sig fast i forsen med hjälp av ett stenblock. Nicke, fortfarande inte helt kry från myggbettet, lyfter i sin tur en sten över huvudet för att kasta på Spirou. Med blanka, tomma ögon minns han dock deras vänskap och kastar stenen åt sidan.